# Vadakarai Keezhpadugai
Vadakarai Keezhpadugai es una ciudad y nagar Panchayat situada en el distrito de Tenkasi en el estado de Tamil Nadu (India). Su población es de 20821 habitantes (2011).

## Demografía
Según el censo de 2011 la población de Vadakarai Keezhpadugai era de 20821 habitantes, de los cuales 10643 eran hombres y 10178 eran mujeres. Vadakarai Keezhpadugai tiene una tasa media de alfabetización del 76,58%, inferior a la media estatal del 80,09%: la alfabetización masculina es del 85,54%, y la alfabetización femenina del 67,24 %.